# Noblesse du Monténégro
 (juillet 2024).
Si vous disposez d'ouvrages ou d'articles de référence ou si vous connaissez des sites web de qualité traitant du thème abordé ici, merci de compléter l'article en donnant les références utiles à sa vérifiabilité et en les liant à la section « Notes et références ».
La noblesse du Monténégro ou noblesse monténégrine est l'ancien ordre social qui regroupait les familles nobles de Dioclée, Zeta et du Monténégro, sous la principauté du Monténégro puis le royaume du Monténégro.
Les titres monténégrins sont Veliki Voïvode (grand-duc) pour les membres de la Maison Petrović-Njegoš, la famille royale, Prince / kneze (prince), Voïvode / duc) pour les chefs de clans, et Serdar (Comte) pour les autres notables des clans.[réf. nécessaire]
Ces titres sont héréditaires ou à vie.
En 2001, le prince Nicolas II accorde le titre de grand-duc de Grachavie et de Zeta à son fils, le prince Boris Petrović-Njegoš.